# Ferdinand Lot
 (octobre 2023).
Pour les articles homonymes, voir Lot.
Ferdinand Lot, né le 20 septembre 1866 au Plessis-Piquet et mort le 18 juillet 1952 à Fontenay-aux-Roses, est un historien médiéviste français. Il fut élu membre de l'Académie des inscriptions et belles-lettres en 1924.

## Jeunesse
Il est né à Plessis-Piquet (maintenant Le Plessis-Robinson). Il venait d'avoir six ans lorsque son père mourut le 29 novembre 1872. Après ce décès, sa mère se réinstalla à Paris où il passa toute sa scolarité. Il fut élève au collège Saint-Barbe-des-Champs puis à partir d'octobre 1879 au lycée Louis-le-Grand. Il obtint le baccalauréat, mention philosophie, en août 1885.
Il est l'arrière-petit-fils du général Michel Ordener, inhumé au Panthéon de Paris.

## Études supérieures
Il fut reçu troisième au concours de l'École des chartes en octobre 1886. À l'École des chartes, il rencontra le professeur qui allait avoir une influence décisive sur lui, Arthur Giry. Le 27 janvier 1890, Lot soutint sa thèse d'École des chartes consacrée aux Derniers Carolingiens (Louis V, Lothaire et Charles de Lorraine). Cette thèse fut jugée la meilleure de sa promotion et fut publiée dans la Bibliothèque de l'École pratique des hautes études en 1891 et reçut le second prix Gobert de l'Académie des Inscriptions et Belles-Lettres en 1892.
Le 26 avril 1904, Lot soutiendra, devant la Faculté des lettres de Nancy, une thèse consacrée à Hugues Capet, assortie d'une thèse complémentaire intitulée Fidèles ou vassaux, consacrée aux relations entre le roi et les grands à la fin du Xe siècle.

## Carrière universitaire

### Archiviste-paléographe
Il fut nommé archiviste-paléographe par un arrêté ministériel du 5 février 1890. Il fut affecté à la bibliothèque de l'université de Paris où, après un stage de trois ans sans traitement, il fut nommé sous-bibliothécaire le 17 juillet 1893. Il passa dix ans à la bibliothèque de la Sorbonne. Parallèlement à ses activités de bibliothécaire, il s'initia aux langues celtiques en suivant les cours au Collège de France et à l'École pratique des hautes études, ce qui fit dire à son supérieur, Chantepie, au moment de sa titularisation, « Je ne suis pas éloigné de croire qu'il penchera toujours plutôt du côté du travail personnel que de la pratique ». Les années passées à la Bibliothèque de la Sorbonne permirent à Lot de se lier avec des historiens réputés de son temps comme Charles Seignobos et Charles-Victor Langlois. En 1899, la mort de Giry bouleverse le plan de carrière de Ferdinand Lot. En effet, sur son lit de mort, Giry avait désigné Lot comme son disciple le plus capable de prendre sa succession à l'École pratique des hautes études. Conformément à ce vœu, Lot fut appelé à remplacer son ancien maître et devint maître de conférences à l'École pratique des hautes études, le 12 janvier 1900.

### Professeur d'histoire du Moyen Âge
En janvier 1900, il succéda à Arthur Giry à l'École pratique des hautes études. En septembre 1909, il fut nommé maître de conférences à la Faculté des Lettres de Paris. En 1920, il fut nommé professeur titulaire dans une chaire d'histoire du Moyen Âge de cette même faculté. En 1924, il était élu à l'Académie des inscriptions et belles-lettres. Enfin, à la suite de sa mise en retraite, il termina son enseignement à la Sorbonne en mars 1937.
Déçu par ses premières années d'enseignement, il publia en 1912 dans la Grande revue un article très critique intitulé « Où va la Faculté de Lettres de Paris ? ». Il y soulignait que les étudiants étaient peu nombreux et se dispensaient d'assister au cours. Il rendait responsable de cette situation la place exclusive que tenait dans l'enseignement la préparation de la licence et du concours de l'agrégation. En outre, il soulignait l'absence regrettable de séminaire, véritable centre de travail collectif. La réforme de 1920 qui créa une licence d'histoire avec quatre certificats (trois pour l'histoire découpée en ses trois tranches traditionnelles et un pour la géographie) permit de renouveler le public des Facultés de Lettres et répondit en partie aux attentes de Lot. En revanche, ne pouvant créer un séminaire à la Sorbonne, Lot invitait ses étudiants à ses conférences à l'École pratique des hautes études, dont certaines prenaient la forme d'une sorte de séminaire.

## Apport à l'histoire du Moyen Âge
Il commença par poursuivre les projets initiés par Giry, à savoir la publication des annales d'une part, des diplômes d'autre part, des souverains carolingiens qui avaient régné sur la France de 840 à 987. Toutefois, la publication des diplômes de Charles le Chauve fut confiée par l'Académie des Inscriptions et Belles-Lettres à un autre élève de Giry, Maurice Prou. Pour ce qui est des Annales, Giry, partant de la mort de Louis le Pieux en 840 avait fait une série de conférences portant jusqu'à l'année 865 mais n'avait laissé aucune note pour une éventuelle publication. Donc, il fallait reprendre le travail à zéro. Dans ses conférences à l'École pratique des hautes études, Lot commença par poursuivre ce qui avait été fait par Giry et étudia, pour trois ans, les Annales de 865 à 877. Mais, à partir de 1904 et 1905, il revint à l'étude des Annales pour la période entre 840 et 865. Pour mener à bien la rédaction des Annales, il avait recruté une équipe de collaborateurs, anciens chartistes pour la plupart. Lui-même publia dès 1902, un fragment des Annales correspondant à l'année 866. Mais, dès 1906, il devait constater que la plupart de ses collaborateurs ne lui avaient pas remis leurs travaux. Le projet était mal-en-point. Heureusement, à partir de 1906, il put bénéficier de la collaboration de Louis Halphen, un jeune chartiste qui venait de passer deux ans à l'École française de Rome. Grâce à ce soutien, le premier volume des Annales consacré à la période 840–851 paraissait au début de l'année 1909. La publication d'un second volume consacré à la période 851–860 était annoncée pour la fin de l'année. Il ne vit jamais le jour comme le troisième volume (860–877).
Renonçant après 1909 à la publication des Annales de Charles le Chauve, Lot s'intéressa à d'autres sujets que l'érudition carolingienne. Il s'intéressa notamment à la conquête de la Grande-Bretagne celtique par les Anglo-Saxons et à l'histoire de l'établissement des Bretons en Armorique.
Tout en poursuivant ses études sur l'époque carolingienne et notamment les capitulaires de Charles le Chauve, Ferdinand Lot aborda de nouveaux thèmes d'étude. Il s'intéresse aux romans de la Table Ronde publiant en 1918 une Étude sur le Lancelot en prose très remarquée qui reçoit le premier prix Gobert de l'Académie des Inscriptions et Belles-Lettres. Il s'intéresse à la démographie d'abord pour l'époque carolingienne à partir de l'étude du polyptyque d'Irminon, puis pour le Moyen Âge plus tardif, en étudiant l'état des feux de 1328. Il fait même une incursion dans le domaine des finances en étudiant avec Robert Fawtier le premier budget de la monarchie française, le compte de 1202 et 1203. Pendant ce temps, il publie en 1927 une grande synthèse historique destinée à un large public cultivé La fin du monde antique et le début du Moyen Âge.
Élu à l'Académie des Inscriptions et Belles-Lettres en 1924, Lot se vit confier la direction pour la France du projet du Nouveau Du Cange. Ce projet, lancé en 1920 par l'union internationale des Académies siégeant à Bruxelles, consistait à établir un nouveau dictionnaire du latin médiéval pour remplacer le Glossarium mediae et infimae latinitatis de Charles du Fresne, sieur du Cange. En France, le projet avait pris un certain retard puisqu"il avait été confié à Henri Goelzer, professeur de latin à la Sorbonne, dont les étudiants étaient intéressés surtout par le latin classique. C'est grâce à Lot que le projet du Nouveau Du Cange, pour ce qui concerne la France, put être mené à bien.
Après sa retraite de l'université en 1937, il se consacra à écrire des ouvrages destinés au grand public cultivé, Les invasions germaniques en 1935, Les invasions barbares en 1937, La France des origines à la guerre de Cent ans en 1941, La Gaule en 1947 et La Naissance de la France en 1948. En même temps, il abordait de nouveaux domaines d'études, l'histoire militaire et l'histoire urbaine.

## Une vision de l'histoire
Il avait une très haute conception de l'histoire dans laquelle il voyait la mémoire de l'humanité, faculté qui différencie l'espèce humaine et lui confère sa dignité suprême. Pour lui, le propre de l'histoire est le changement ; des « éléments perturbateurs » peuvent ainsi provoquer de brusques changements de l'orientation de l'histoire, comme la conversion de Constantin. De fait il condamnait le matérialisme historique ainsi que l'emploi du terme « évolution » en histoire.
Il portait un jugement très sévère sur l'histoire romantique et notamment sur Augustin Thierry. Il lui oppose une histoire critique conforme aux principes dégagés par Charles Seignobos et Charles-Victor Langlois.
Pour Lot, l'histoire est tout à fait imprévisible, et un régime politique peut mourir victime des principes-mêmes qui l'ont inspiré. L'exemple caractéristique fut le monde carolingien : Charlemagne développa la vassalité pour renforcer son pouvoir. Cependant, sous ses successeurs, le développement de la vassalité contribua à l'affaiblissement du roi. Lot n'hésite pas d'ailleurs à écrire : « C'est une loi de nature que tout régime creuse sa propre tombe. »
Si l'histoire est changement, l'historien doit toutefois tenir compte de fondements permanents. Lot, passionné d'ethnologie dans sa jeunesse, a accordé une place importante au problème de la psychologie des peuples.

## Famille
Il était l'époux de Miropia, ou Myrrha, Borodine (1882-1957), spécialiste de la quête du Graal. Elle demeura à l'étage de l'ancienne maison du chirurgien Antoine Petit au no 53 rue Boucicaut à Fontenay-aux-Roses. Elle est morte à côté, dans la maison de repos de Mademoiselle Blanc au no 1 rue Jean-Jaurès.
Les deux époux reposent au cimetière de Fontenay-aux-Roses. 
Il est le père de trois filles : Marianne, Irène et Éveline, respectivement linguiste, historienne et ethnologue. Marianne a été l'épouse de Jean-Berthold Mahn, Irène fut celle de Boris Vildé, et Éveline s'est mariée avec Roger Falck, avec qui elle a eu un fils, Yvain Falck. 

## Principales publications
- Les derniers Carolingiens : Lothaire, Louis V, Charles de Lorraine (954-991) (préf. Arthur Giry), Paris, Librairie Émile Bouillon éditeur, coll. « Bibliothèque de l'École des hautes études. Sciences philologiques et historiques » (no 87), 1891, XLVIII-479 p. (présentation en ligne, lire en ligne).
- Études sur le règne d'Hugues Capet et la fin du Xe siècle : (thèse présentée à la Faculté des lettres de l'Université de Nancy), Paris, Librairie Émile Bouillon éditeur, coll. « Bibliothèque de l'École des hautes études. Sciences philologiques et historiques » (no 147), 1903, XL-526 p. (présentation en ligne, lire en ligne).

- Prix Gobert 1904 de l'Académie des inscriptions et belles-lettres.
- Mélanges d'histoire bretonne (VIe – XIe siècle), Paris, Honoré Champion, 1907, [lire en ligne].
- Études critiques sur l'abbaye de Saint-Wandrille, Paris, Librairie ancienne Honoré Champion, 1913, [lire en ligne].
- Études sur le Lancelot en prose, Paris, Librairie ancienne Honoré Champion, « Bibliothèque de l'école des hautes études publiée sous les auspices du ministère de l'instruction publique », 226e fascicule, 1918, [lire en ligne].

- Prix Gobert 1919 de l'Académie des inscriptions et belles-lettres.
- La Fin du monde antique et le début du Moyen Âge, La Renaissance du Livre, Paris, 1927. Réédité en 1968 aux éditions Albin Michel.
- L'impôt foncier et la capitation personnelle sous le bas-Empire et à l'époque franque, Paris, 1928.
- Les invasions germaniques, Payot, 1935. Réédité sous le titre Les Invasions barbares, Payot, Paris, 1937.
- La France, des origines à la guerre de cent ans, Paris, Gallimard, 1941, [lire en ligne].
- L'art militaire et les armées au Moyen Âge, Paris, 2 vol., 1946.
- La Gaule, Les fondements ethniques, sociaux et politiques de la nation française, Paris, Librairie Arthème Fayard, collection « Les grandes études historiques », 1947, 592 p., [lire en ligne].
- Naissance de la France, Paris, Librairie Arthème Fayard, coll. « Les grandes études historiques », 1948, 865 p. (présentation en ligne, lire en ligne).
- Recherches sur la population et la superficie des cités remontant à la période gallo-romaine, Paris, Honoré Champion, 3 parties en 4 vol., 1969-1973, XV-521 p., 611 p., 366 p.
- Recherches sur les effectifs des armées françaises des guerres d'Italie aux guerres de religion, 1494–1562, Paris, École Pratique des Hautes Études, 1962, 865 p. (présentation en ligne), [présentation en ligne].